# François Gérard

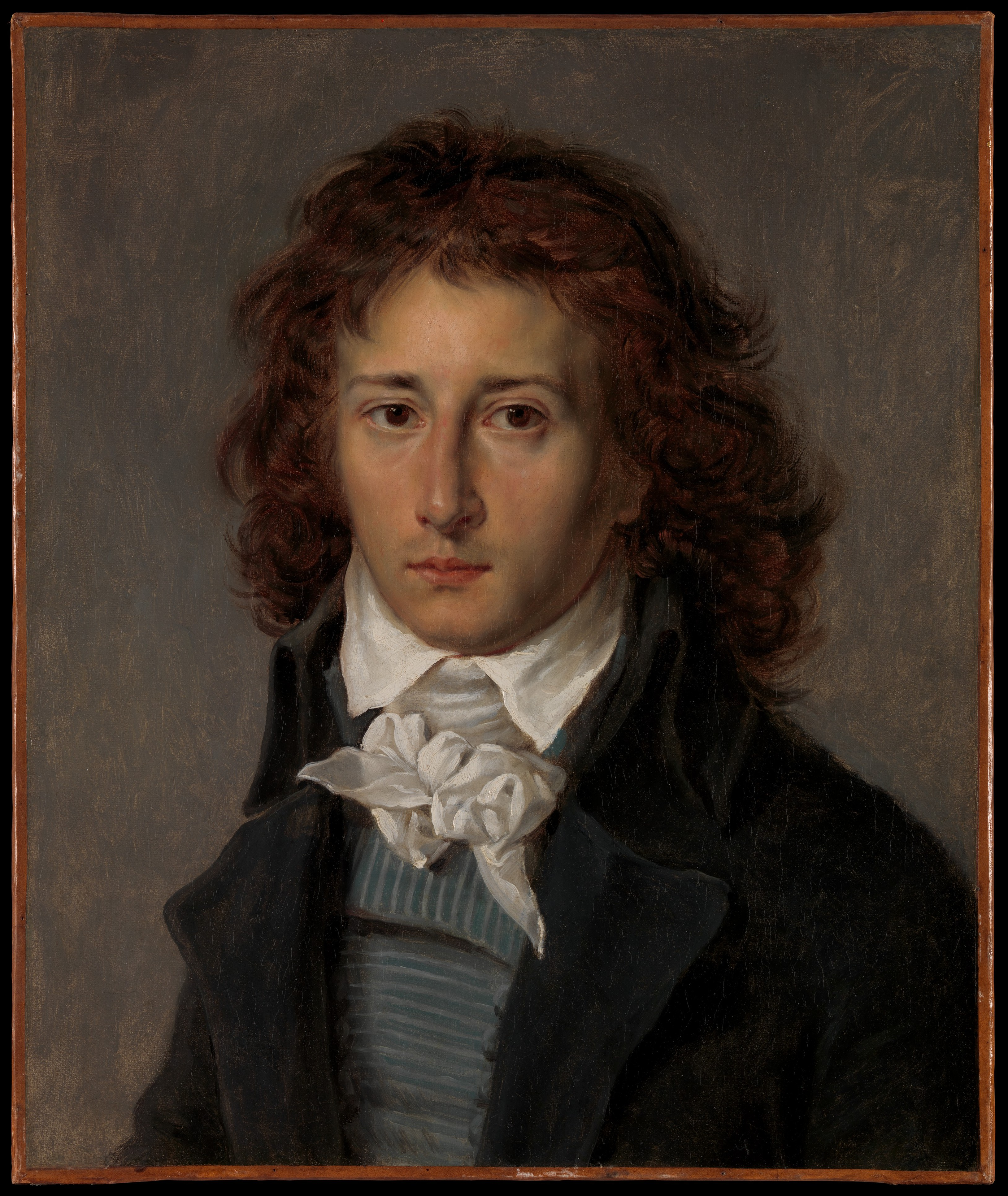
François Gerard
ritratto da Antoine-Jean Gros, 1790

François Pascal Simon Gérard (Roma, 4 maggio 1770 – Parigi, 11 gennaio 1837) è stato un pittore francese.

## Biografia
Nato a Roma, da Jean Simon Gérard, intendente del cardinale François-Joachim de Pierre de Bernis, e dall'italiana Clelia Mattei, si trasferì con la famiglia a Parigi nel 1782, dove iniziò ad esercitarsi nel disegno prima presso lo scultore Augustin Pajou, poi, nel 1784, presso il pittore Nicolas Guy Brenet. Nel 1786 entrò nello studio di Jacques-Louis David, collaborando sicuramente alla realizzazione di molti quadri del maestro, anche se da questi non erediterà la tensione morale, preferendo utilizzare temi antichi per realizzare composizioni galanti e aneddotiche. 
Al Salon del 1798 espose Amore e Psiche, in cui si ispirava alla composizione del Canova, ma trasformando la grazia della scultura canoviana in gelida purezza con uno tono da aneddoto galante, carico di erotismo. Di questo periodo sono anche i ritratti: La Révellière-Lépeaux (Musée des Beaux-Arts) e la Contessa Regnault de Saint-Jean-d'Angély (Louvre), che si rifanno, nella posa, ai ritratti del Rinascimento italiano.

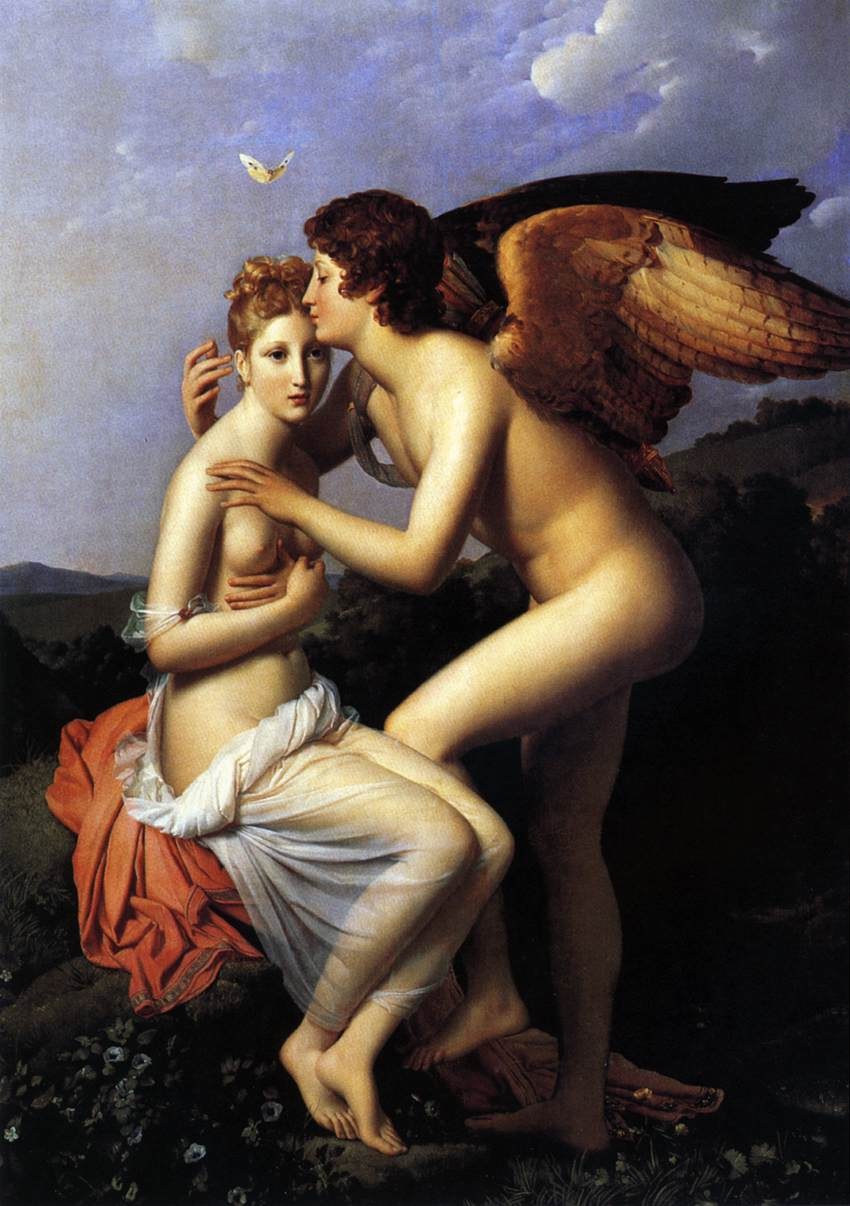
Amore e Psiche
1798

Nel 1801, per il Castello di Malmaison realizzò la grande tela Ossian evoca i fantasmi, di cui si è perso l'originale e se ne conserva una sola copia presso la Kunsthalle di Amburgo. L'opera, dal tratto leggero e rapido che conferisce alla scena un aspetto etereo e quasi di sogno, venne apprezzata da Napoleone Bonaparte, favorendo così l'ascesa sociale di Gérard. 
Nel 1805 realizzò per Bonaparte il ritratto: Napoleone in abito da "incoronazione" (di cui si conservano due versioni, una nella reggia di Versailles, l'altra nel Castello di Malmaison). Dello stesso periodo sono i ritratti di Giuseppina alla Malmaison, della Regina madre, di Murat e di Madame Récamier ritratta in una posa languida e inserita in un'ambientazione opulenta, in modo da creare un'immagine al tempo stesso mondana e intimista. Del 1807 è il Ritratto della Regina Giulia e le sue figlie, di cui si conserva una replica nella collezione del principe Napoleone. 
Al Salon del 1810 espose il soffitto dipinto con la Battaglia di Austerlitz, commissionato dall'imperatore e destinato al palazzo delle Tuileries, al ritorno dei Borboni venne trasferito nella Galleria delle Battaglie della Reggia di Versailles, mentre la cornice, decorata con personaggi allegorici, fu portata al Louvre.
Nel 1817 divenne primo pittore di Luigi XVIII e nel 1819 il principe Augusto di Prussia gli commissionò la tela con Corinna a Capo Miseno, esposta al Salon del 1822 e ora conservata al Musée des Beaux-Arts di Lione. L'opera, ispirata al romanzo di Madame de Staël, è animata da uno spirito preromantico, dato dall'aspetto selvaggio e tormentato del paesaggio. 
Per Luigi XVIII dipinse nel 1817 l'Ingresso di Enrico IV a Parigi, mentre del 1827 è la Santa Teresa in cui si può avvertire, nel sentimento mistico, l'influsso del romanticismo cattolico di Chateaubriand. Sotto Luigi Filippo lavorò 1832 al museo storico di Versailles e, tra il 1829-36, ai pennacchi della cupola del Pantheon.
Ebbe come allieva Marie-Denise Villers.
Verso il 1835 la sua già precaria salute cedette rapidamente e Gérard si spense a Parigi, all'età di 67 anni, colpito da una malattia che ne stroncò in pochi giorni il fisico ormai fragile. François Gérard è sepolto nel cimitero di Montparnasse e una via di Parigi reca il suo nome.

## Opere principali

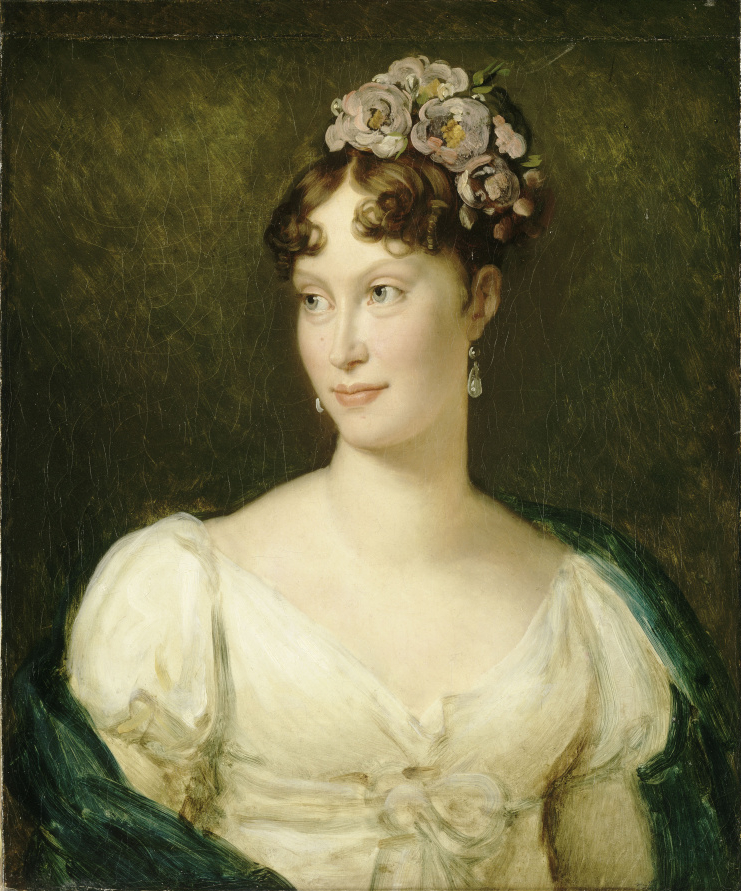
Maria Luisa d'Austria, imperatrice di Francia e duchessa di Parma
1810

- Ritratto della regina di Prussia, c. 1795-1800
- Ritratto di Simon Chenard, 1797, Museo di Auxerre
- Allegoria «Psiche e Amore» (Amore e Psiche), 1798, Parigi, Museo del Louvre
- Ritratto dell'imperatrice Giuseppina alla Malmaison, 1799
- Ritratto di Désirée Clary, 1800
- Allegoria «Ossian invoca i fantasmi», 1801
- Ritratto di Gioacchino Murat, 1801, Palazzo di Versailles
- Madame Bonaparte nel suo salotto, 1801, Rueil-Malmaison, castello di Malmaison e Bois-Préau
- Flore caressée par Zéphyr, 1802 circa, museo di Grenoble
- Ritratto di M.me Tallien, 1804, Museo Carnavalet
- Ritratto di Maria Leczynska, contessa Walewska poi contessa d'Ornano, c. 1811-1812, Musée de l'Armée
- Ritratto di Antoine-François Fourcroy, 1808, Castello di Versailles e Trianon
- Ritratto-busto di Napoleone Bonaparte, Primo Console, 1803, Chantilly, Museo Condé
- Ritratto di Juliette Récamier seduta, 1805, Parigi, museo Carnavalet
- Ritratto di Carolina Bonaparte-Murat con i figli, Museo nazionale del castello di Fontainebleau
- Ritratto di Gioacchino Murat, re di Napoli, 1808, castello di Versailles,
- L'ingresso di Enrico IV a Parigi, Museo del castello di Versailles
- Incoronazione di Carlo X di Francia, 1825 circa, Reims, Palazzo del Thau[1]
- Ritratto di Maria Luisa (1791 - 1847), arciduchessa d'Austria, Imperatrice dei francesi e Napoleone-Francesco 1811 - 1832, re di Roma, Museo nazionale dei castelli di Versailles e del Trianon
- Napoleone a cavallo alla Battaglia di Austerlitz, 1805, Castello di Versailles, Galleria delle Battaglie
- Studio per il ritratto del generale Jean-Victor Moreau, museo di Versailles
- Ritratto di Talleyrand seduto, 1806, Castello di Valençay
- Ritratto di Charles Maurice de Talleyrand-Périgord, Metropolitan Museum of Art
- Ritratto di Talleyrand, Museo Condé
- Ritratto dell'Imperatore Napoleone I negli abiti dell'incoronazione, c. 1806, Museo nazionale tedesco di Storia
- Ritratto di Napoleone I, 1808
- Ritratto dello zar Alessandro I, 1814, Museo cantonale di Belle arti di Losanna
- Ritratto di Ortensia de Beauharnais
- Ritratto dell'Imperatrice Giuseppina
- Ritratto di Costanza Ossolinska Lubienska, 1814, Parigi, Louvre
- Ritratto della duchessa di Orléans, 1817, Museo Condé
- Ritratto di Tommaso Sgricci, 1824, Modena, Museo d'Arte Medioevale e Moderna
- Affreschi allegorici del Panteon di Parigi: la Morte, la Patria, la Gloria, la Giustizia, 1821 - 1827
- Ritratto di Alphonse de Lamartine, 1831, Museo del castello di Versailles
- Ritratto: La dama con l'arpa, collezione privata
- Ritratto del Principe Eugenio di Svezia con sua figlia, Svezia
- Ritratto di Jean-Nicolas Corvisart, Museo di Versailles
- Ritratto di Eugenia di Beauharnais
- Ritratto della contessa Regnault de Saint-Jean d'Angély, Parigi, Louvre
- Achille giura di vendicare Patroclo, Musée des Beaux-Arts (opera perduta)

## Galleria d'immagini

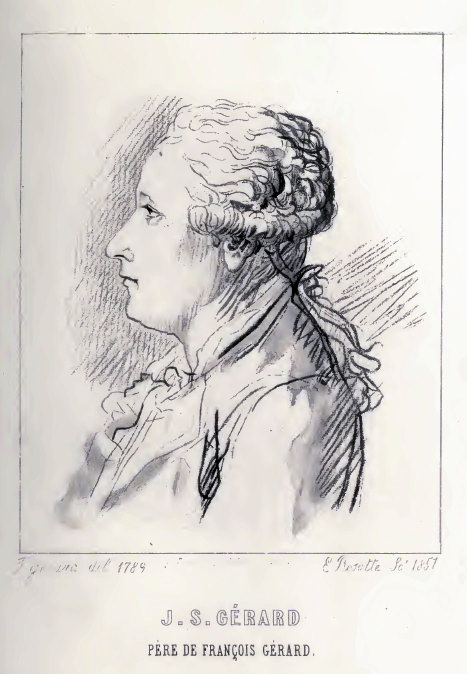
Jean Simon Gérard, padre di François
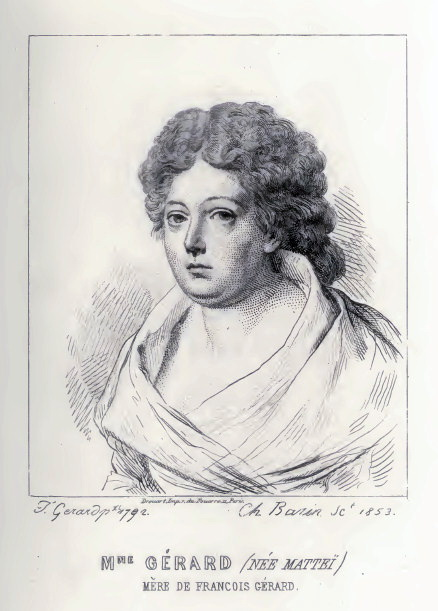
Clelia Mattéi, madre di François
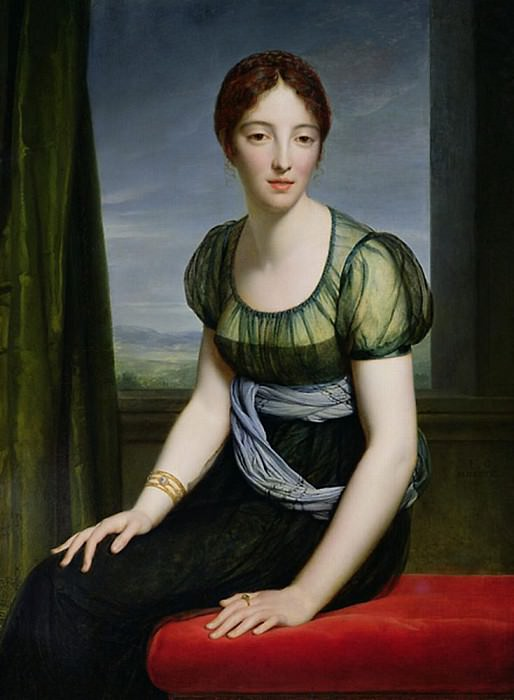
Laure de Bonneuil contessa di Regnault 1798
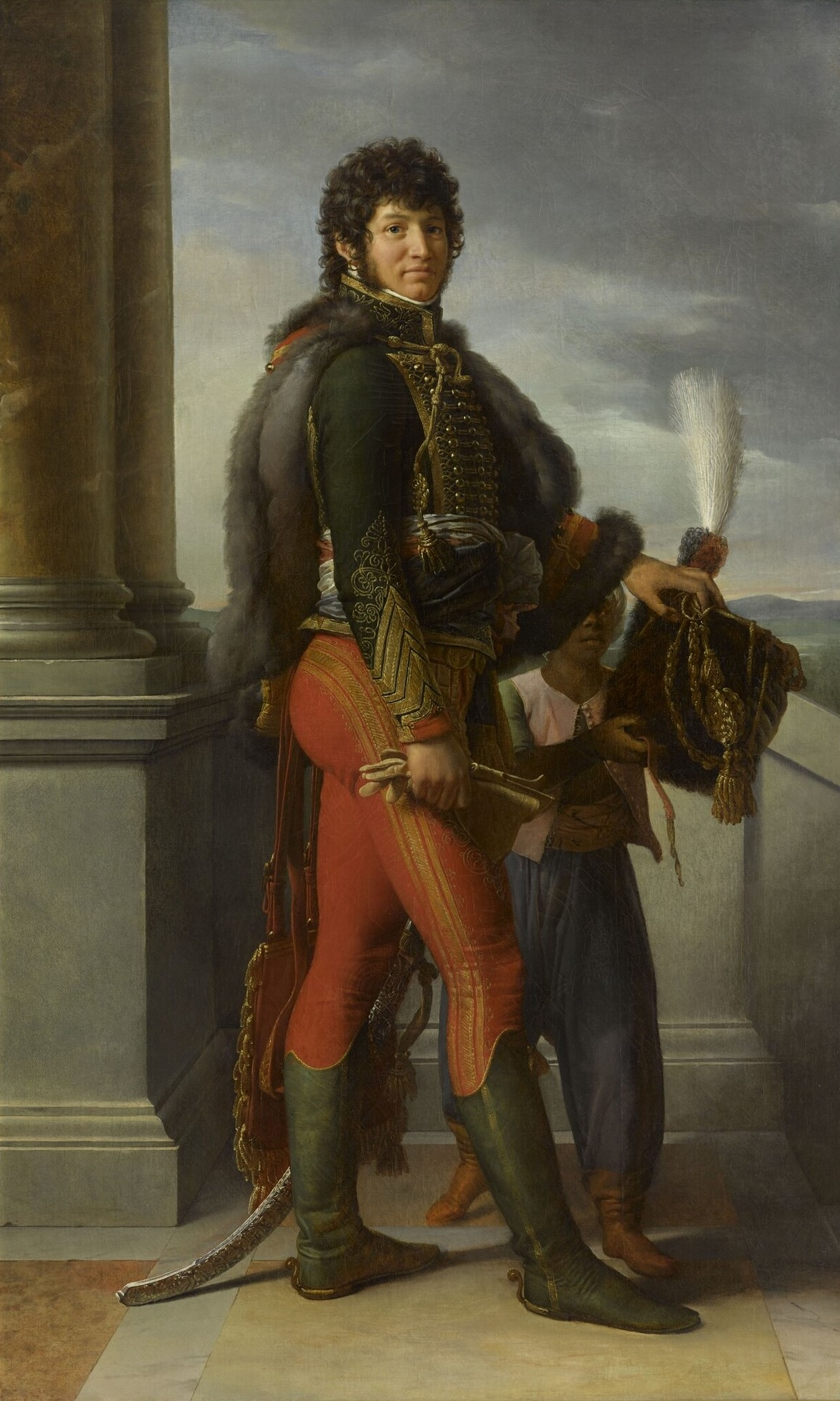
Gioacchino Murat 1801
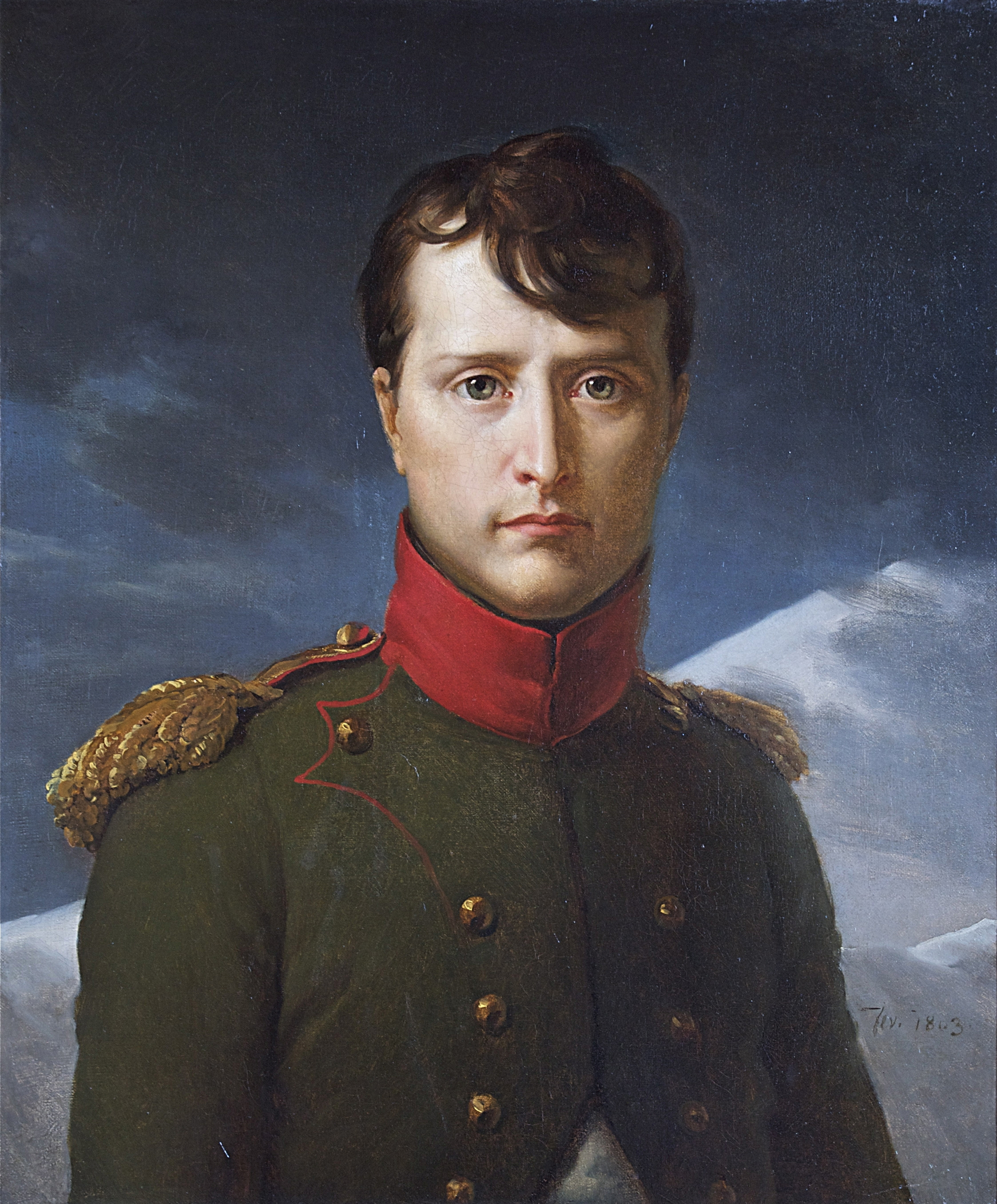
Bonaparte Primo Console 1803
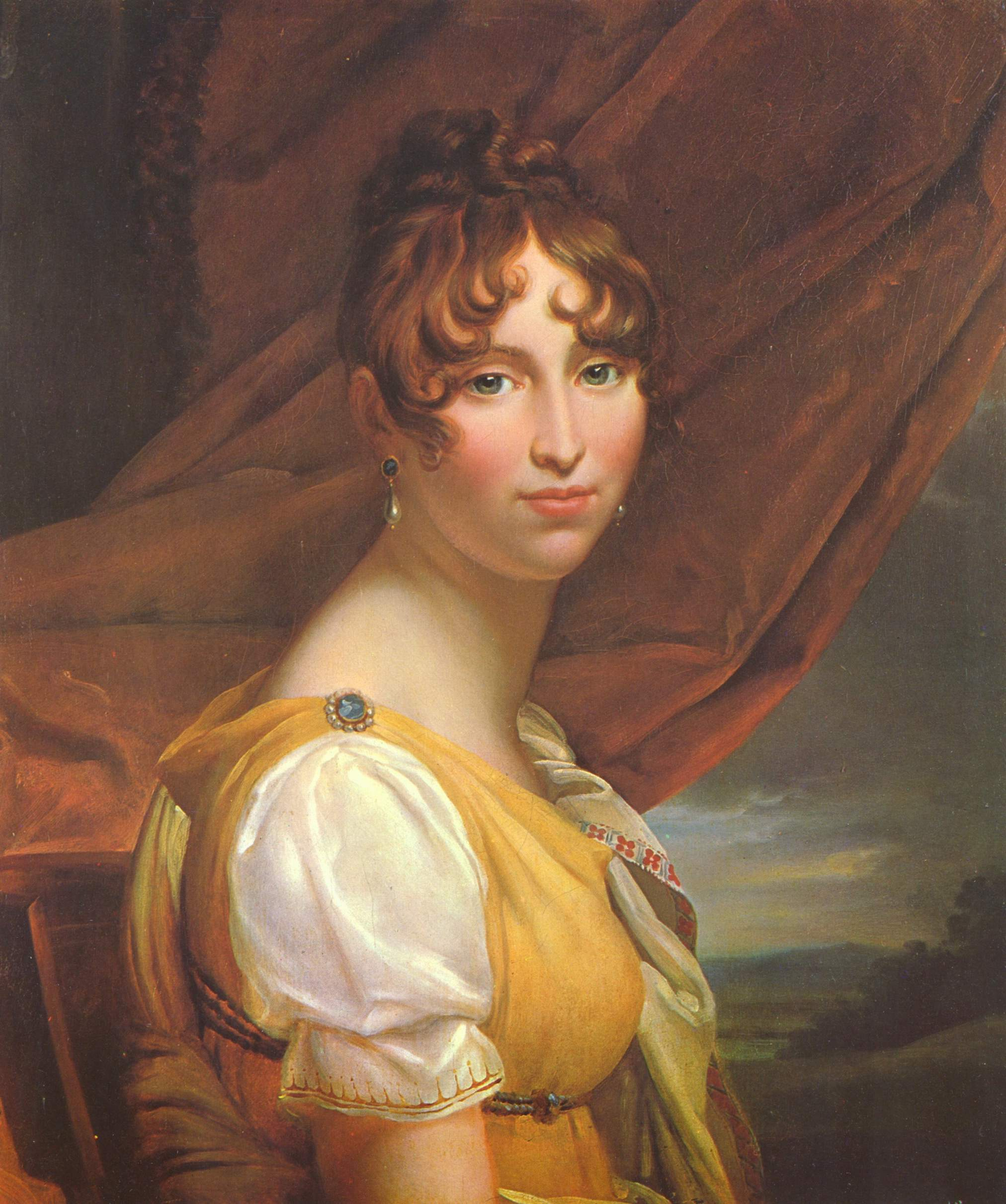
Ortensia di Beauharnais 1800-1810
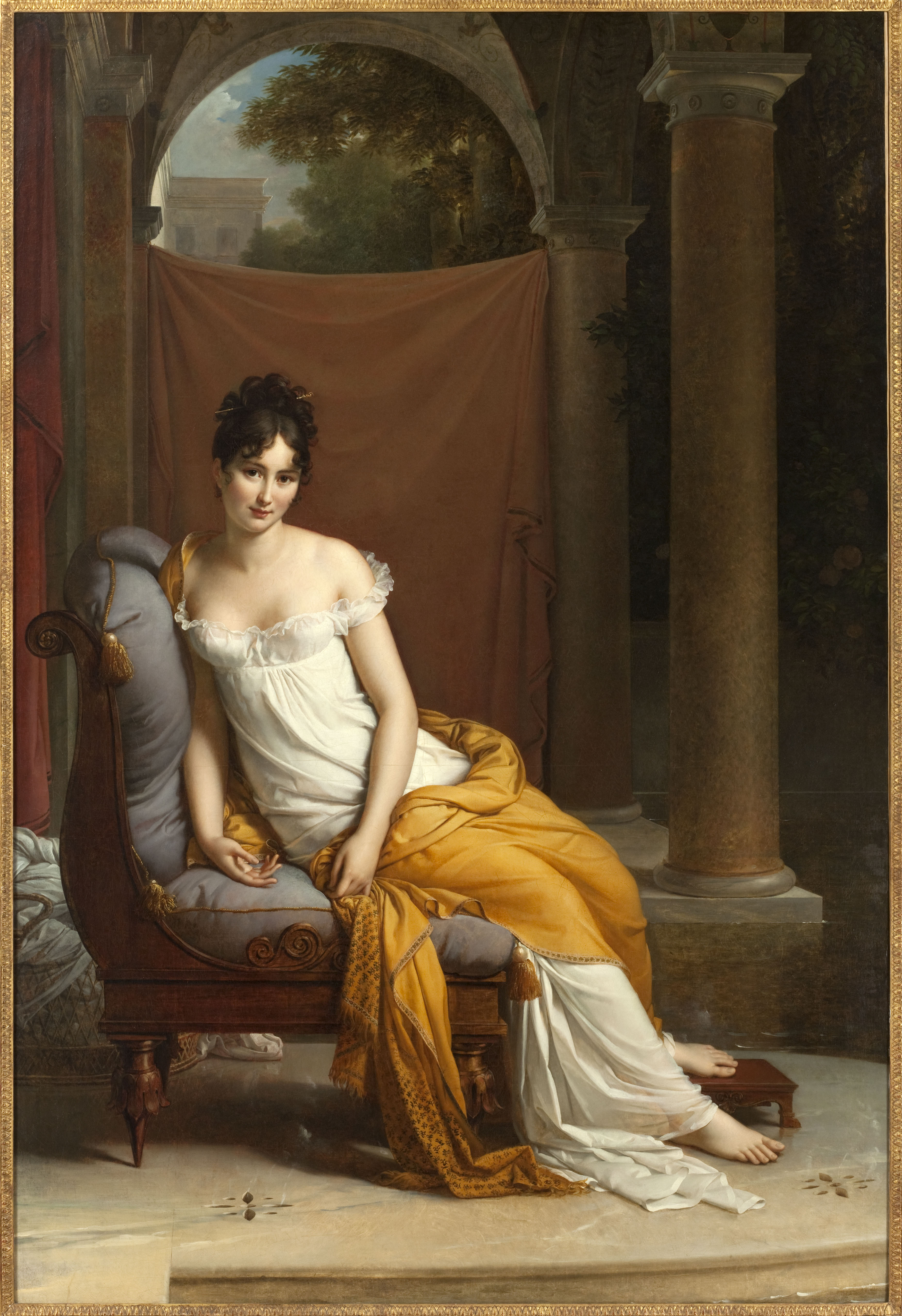
Madame Recamier 1805
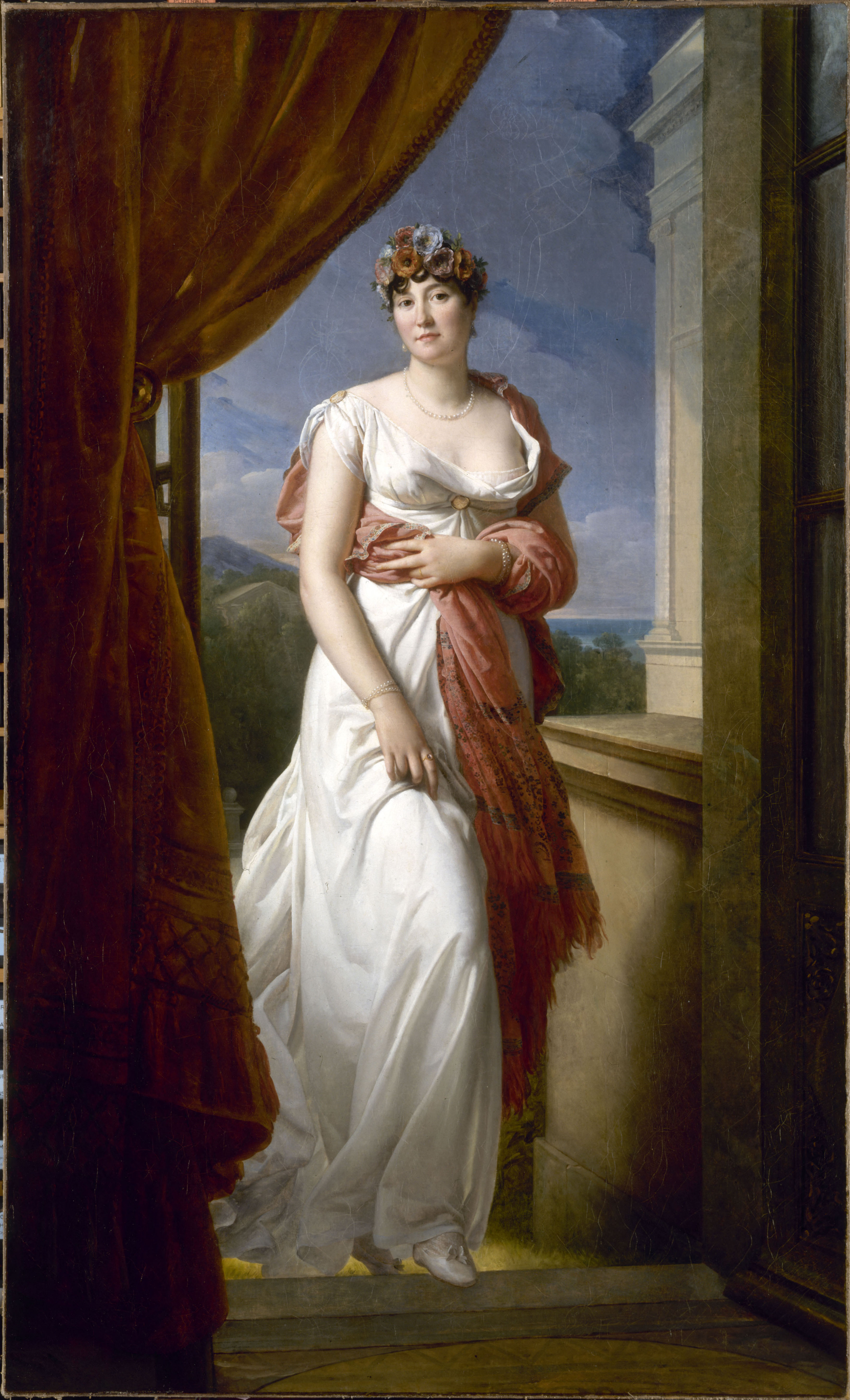
Madame Tallien ca 1805
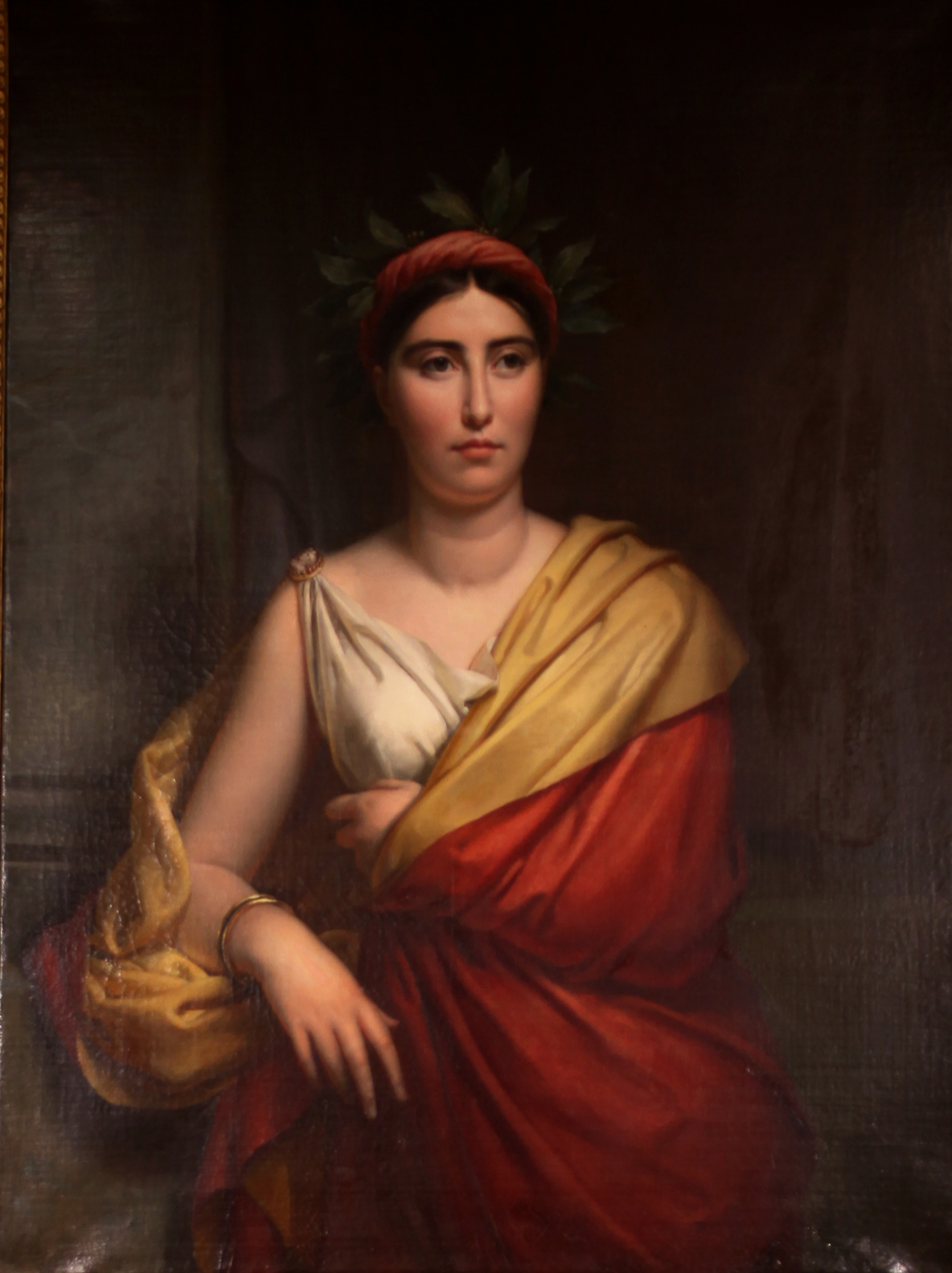
La cantante Giuditta Pasta